# Hesperopenna
Hesperopenna is een geslacht van kevers uit de familie bladkevers (Chrysomelidae).
De wetenschappelijke naam van het geslacht werd in 1981 gepubliceerd door Medvedev & Dang.

## Soorten
- Hesperopenna flava Medvedev & Dang, 1981